# Thám tử lừng danh Conan – Episode One: Ngày thám tử bị teo nhỏ
Thám tử lừng danh Conan – Episode "One": Ngày thám tử bị teo nhỏ (Nhật: 名探偵コナン エピソード"ONE" 小さくなった名探偵 Hepburn: Meitantei Conan Episōdo "Wan" Chīsakunatta Meitantei) là tập anime truyền hình đặc biệt thứ sáu của nhượng quyền Thám tử lừng danh Conan được phát sóng trên kênh NTV của Nhật Bản vào ngày 9 tháng 12 năm 2016. Tập phim được thực hiện để kỷ niệm 20 năm ngày loạt anime Thám tử lừng danh Conan chính thức được ra mắt. Tại Việt Nam, Episode "One": Ngày thám tử bị teo nhỏ được khởi chiếu tại rạp vào ngày 21 tháng 4 năm 2017. Nội dung phim kể lại kĩ hơn câu chuyện đã diễn ra trong anime tập 1, "Vụ án mạng trên tàu lượn siêu tốc" và một phần của tập 2, "Thám tử bị teo nhỏ", khi cậu thám tử học sinh trung học Kudo Shinichi trúng phải độc dược của Tổ chức Áo đen bí ẩn và bị teo nhỏ thành một cậu bé tiểu học.

## Nội dung
Shiho Miyano, nhà sáng chế của APTX 4869, đang làm một thí nghiệm với chuột bạch và thấy một con chuột bị teo nhỏ.
Khoảng 1 năm trước, Shinichi và Ran đến thủy cung Beika và ở đó Shinichi giải quyết 1 vụ án mạng. Vì muốn tìm ra manh mối vụ án, cậu đã để mất điện thoại của Ran. Cậu hứa sẽ mua đền cho Ran và nếu Ran vô địch giải Karate thành phố, cậu sẽ dẫn cô đi khu vui chơi Tropical Land. Hôm sau, Shinichi rủ Ran đi mua điện thoại và nghe báo chí nói về một vụ nổ xe không tìm được dấu vết. Tình cờ có 1 vụ trộm và họ gặp Sonoko ở đó. Sonoko mời 2 người họ đến biệt thự Suzuki. Nhà Suzuki tặng Ran một bộ đồ tập võ. Một vị khách cũng ở đây, bị gãy chân, và Ran cứu ông ta khi xe lăn bị hỏng. Đến ngày diễn ra cuộc thi Karate, Shinichi gặp một vụ án và cậu phải bỏ dở khiến Ran tức giận. Hung thủ của vụ án đó là người đã ở dinh thự Suzuki hôm trước. Shinichi biết ông ta khỏi chân khi thấy lúc ở dinh thự Suzuki, lúc chiếc xe lăn mất kiểm soát, ông ta đã đạp chân xuống đất để giữ nó. Ông cố chạy trốn nhưng không kịp.
Đến ngày đi chơi tại Tropical Land, Shinichi gặp 2 người đàn ông bí ẩn mặc toàn đồ đen. Sau khi phá vụ án mạng trên tàu lượn siêu tốc, cậu chào tạm biệt Ran đuổi theo họ, trong lúc đang mải mê theo dõi 1 tên đang thực hiện cuộc giao dịch thì cậu bất ngờ bị tên còn lại đánh lén từ phía sau, sau đó chúng định thủ tiêu cậu bằng độc dược APTX-4869 do tổ chức mới nghiên cứu. May mắn thay cậu không chết mà cơ thể chỉ bị teo nhỏ trở về hình dáng của một học sinh lớp 1.Để trở lại hình dáng cũ là Shinichi và đồng thời điều tra tung tích của bọn áo đen thì theo lời tiến sĩ Agasa cậu đã che dấu danh tính của mình, vì vậy khi bị Ran hỏi tên cậu đã nói mình tên là Edogawa Conan, sau đó cậu đến sống nhờ văn phòng thám tử của bố Ran để sinh sống và cũng như truy lùng tin tức của bọn áo đen.

## Sản xuất
Tác giả nguyên tác Gosho Aoyama cũng tham gia vào quá trình sản xuất của tập phim dưới vai trò giám sát viên.
Tại Việt Nam, bộ phim được phát hành theo phiên bản phụ đề và được bảo trợ truyền thông HTV3. Phim được công chiếu vào ngày 21 tháng 4 năm 2017.

## Âm nhạc
Nhạc mở đầu
"Mune ga Doki Doki" (胸がドキドキ "Con tim anh đập nhanh"), sáng tác bởi Kōmoto Hiroto và Mashima Masatoshi, trình bày bởi ban nhạc The High-Lows, được sử dụng làm bài hát mở đầu cho Episode "One": Ngày thám tử bị teo nhỏ. "Mune ga dokidoki" trước đó cũng từng được sử dụng làm bài hát mở đầu cho anime Thám tử lừng danh Conan từ tập 1–30.
Nhạc giữa phim
"Unmei no Roulette o Mawashite" (運命のルーレット廻して "Xoay vòng quay cuộc đời"), với phần lời được viết bởi Sakai Izumi, biên soạn bởi Kuribayashi Seiichiro, biên khúc bởi Ikada Daisuke và trình bày bởi Zard, được sử dụng ở phần giữa của tập phim, trong phân cảnh hai nhân vật chính đi chơi cùng nhau tại Tropical Land. "Unmei no Roulette o Mawashite" trước đó cũng từng được sử dụng làm bài hát mở đầu cho anime Thám tử lừng danh Conan từ tập 97–123 cũng như bài hát chủ đề cho phim điện ảnh Thám tử lừng danh Conan: Mục tiêu thứ 14.